# Cascade de Courmes
La cascade de Courmes est une chute d'eau située sur la commune de Courmes dans les Alpes-Maritimes, proche du saut du Loup.
Elle fait partie des sites classés depuis 1913.